# Palazzata di Giuseppe Samonà

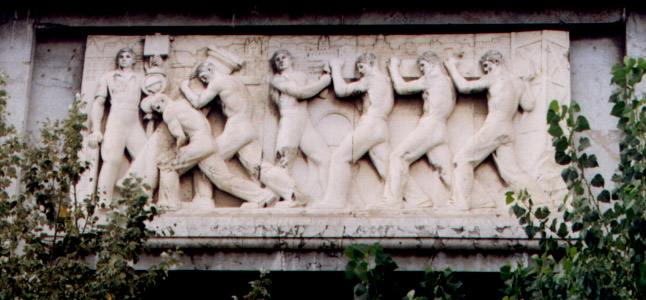
Palazzo dell'INA con la relativa porta intermedia.

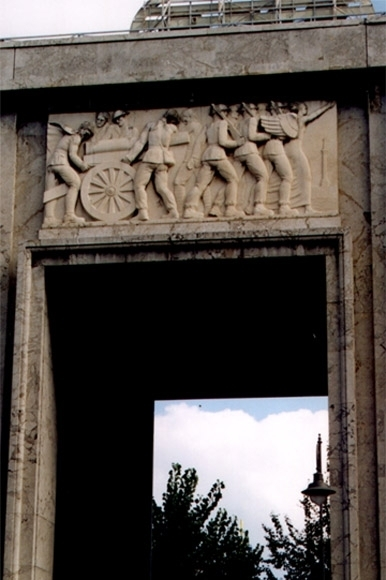
Palazzo dell'INA con la relativa porta intermedia.

La  Palazzata è un complesso edilizio di Messina progettato da Giuseppe Samonà, Guido Viola, Camillo Autore e Raffaele Leone nel 1930, ed i cui lavori finirono definitivamente nel 1958, dopo quasi trenta anni.

## Storia
La Palazzata a mare di Messina è sorta sulle rovine di antichi edifici del XVIII secolo distrutti dal terremoto di Messina del 1908, e la sua costruzione risulta "condizionata" fin dall'origine dalle limitazioni imposte dal bando di concorso del 1929, che imponeva di realizzare dei volumi staccati al posto della preesistente cortina edilizia. Giuseppe Samonà, vincitore del concorso con Camillo Autore, Raffaele Leone e Giulio Viola, progetta undici edifici allineati sul fronte del porto tra Corso Vittorio Emanuele II e Corso Giuseppe Garibaldi. La costruzione della Palazzata durò quasi trenta anni e, prima della guerra, ha visto impegnati Giuseppe Samonà e l'ingegnere Giulio Viola nella realizzazione della "Casa del Popolo" (isolato VII) e del "Palazzo Inail" (isolato VIII), mentre la sede dell'"INA" (I e II isolato) e il Banco di Sicilia (III isolato) sono rispettivamente di Giulio Viola e di Camillo Autore. Tra i lavori condotti personalmente da Samonà, dopo il 1945, si distingue la realizzazione del "Palazzo dell'Inps" (isolato IX). Le lunghe facciate del palazzo sono modellate da davanzali aggettanti e da cornici delle finestre realizzati con pannelli di cemento prefabbricati scalfiti a scalpello. La scansione orizzontale e verticale della struttura – scrive nel 1959 Francesco Tentori in un suo saggio – anziché portare a una scomposizione cellulare dei fronti in serie di pannelli di riempimento più o meno ben impaginati, è l'elemento basilare della riunificazione.
Nel 1952, durante la realizzazione degli ultimi sei edifici, Giuseppe Samonà è richiamato a Messina in qualità di consulente per le facciate della Palazzata. L'intervento, risultato più incisivo rispetto ai presupposti, ha il pregio di aver dato all'opera una continuità figurativa difficile da raggiungere in un lavoro così articolato e di lunga durata.

## Profilo storico del progetto architettonico
Il progetto della Palazzata a mare di Messina è stato vinto tramite concorso, fra gli altri, da Giuseppe Samonà nel 1929 e prevedeva la realizzazione di una serie di tredici edifici, stilisticamente omogenei, tra il viale San Martino e via San Giovanni di Malta, in uno stile neoclassico sobrio e semplificato, eccetto però per il terzo isolato che, di proprietà del Banco di Sicilia, avrebbe costituito un corpo a sé stante. 
Questa ricostruzione necessitò però di quasi trenta anni, dal 1930 al 1958, e prima della Seconda guerra mondiale furono realizzati solo i primi due edifici (quelli del Palazzo dell'INA), con la relativa porta intermedia; inoltre, a lavori completati, il progetto originale fu talmente rimaneggiato che ciò che fu in effetti costruito corrispondeva in minima parte ad esso, essendo stato stravolto.
La cornice spezzata che lo corona alleggerisce, insieme ai rettangoli che racchiudono le aperture su due livelli, il monolite ancorato a terra con possenti pilastri. Nel 1988 fu messo un medaglione marmoreo rappresentante il viceré borbonico settecentesco Eustachio di Laviefuille sulla facciata del Palazzo dell'INA.

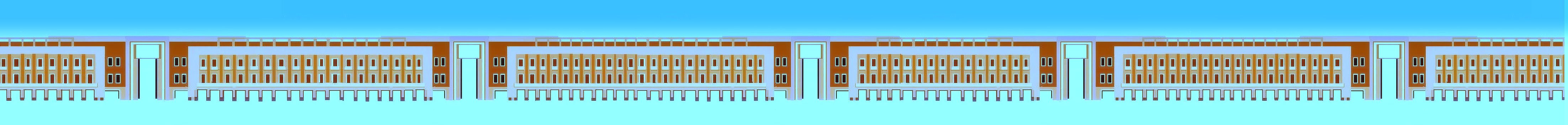
La Palazzata di Messina progettata da Samonà, Viola, Autore e Leone